# Gruppo di Intervento Speciale
Gruppo di Intervento Speciale (dobesedno Specialna intervencijska skupina; kratica GIS) je specialna enota Korpusa karabinjerjev.

## Zgodovina
Enota je bila ustanovljena 6. februarja 1978. Pripadniki enote so usposobljeni za reševanje talcev iz letal, ladij, vlakov, avtobusov,... Zadolženi so tudi za splošne protiteroristične naloge, aretacije hujših kriminalcev, zajemanje ladij, varovanje pomembnežev,...
Pripadniki enote so poleg v Italiji delovali še v Afganistanu, Iraku,...